# Green Bay (Schiff)
Die USS Green Bay (LPD-20) ist ein Amphibious Transport Dock der United States Navy und gehört der San-Antonio-Klasse an. Sie ist nach der Stadt Green Bay in Wisconsin benannt.

## Geschichte
LPD-20 wurde 2000 in Auftrag gegeben und 2003 bei Avondale Shipyard auf Kiel gelegt. Nach drei Jahren lief das Schiff vom Stapel. Taufpatin war Rose Magnus, die Ehefrau von Robert Magnus, dem Assistant Commandant of the Marine Corps. Die Übergabe an die Navy fand am 29. August 2008 statt, die Green Bay wurde am 24. Januar 2009 in Long Beach als viertes Schiff ihrer Klasse in Dienst gestellt und in San Diego stationiert.
Im Februar 2011 verlegte die Green Bay an der Seite der Boxer in den Indischen Ozean, wo sie an Übungen mit befreundeten Marinen teilnahm.
Als Nachfolgerin der Denver traf sie am 19. Februar 2015 in ihrem neuen Heimathafen Sasebo ein, wo sie zur amphibischen Gruppe (englisch Amphibious Ready Group) der Bonhomme Richard stieß.